# Werner Rosenthal
Werner Rosenthal (* 13. Januar 1931 in Lohmen; † 2008) war ein deutscher Bildhauer und Medailleur.

## Leben und Werk
Rosenthals Vater war der Lohmener Pfarrer Franz Rosenthal. Rosenthal studierte von 1947 bis 1949 an der Hochschule für Bildende Künste Dresden und von 1949 bis 1952 an der späteren Kunsthochschule Berlin-Weißensee. Dort hatte er bis 1956 eine Aspirantur. Einer seiner Lehrer war Fritz Koelle. Danach war Rosenthal als Bildhauer und Medailleur freischaffend tätig, zuletzt in Berlin. In der DDR erhielt er auch Aufträge u. a. von staatlichen Stellen und vom Hauptvorstand der CDU.
Daneben war er Lehrer in der Förderklasse Plastik und Keramik des Bezirkskabinetts für Kulturarbeit in Potsdam. Einer seiner Schüler war Hans-Hermann Degener.
Rosenthal war bis 1990 Mitglied des Verbands Bildender Künstler der DDR. Er war u. a. 1967/1968 auf der VI. Deutsche Kunstausstellung und 1982/1983 auf der IX. Kunstausstellung der DDR vertreten.

## Werke (Auswahl)

### Gedenkmünzen und -Medaillen
- 75. Todestag von Heinrich Hertz (1969; Gedenkmünze; Modelleur, grafischer Entwurf von Axel Bertram)
- 20 Jahre Warschauer Vertrag (1975, Gedenkmünze; Modelleur, grafischer Entwurf von Dietrich Dorfstecher)[2]
- Thomas Münzer (1974, Gedenkmedaille; Entwurf und Modelleur)[3]
- Patrioten des Befreiungskampfes 1813 (Serie von Gedenkmedaillen; davon Scharnhorst, Blücher, Gneisenau und Clausewitz auf der IX. Kunstausstellung der DDR)[4]

### Werk im öffentlichen Raum
- Gedenkstele für Werner Sylten (1985; Betonwerkstein-Stele mit Bronze-Medaillon; Berlin-Wendenschloß, Müggelbergplatz)[5]